# Jean-Baptiste Colbert
Jean Baptiste Colbert (født 29. august 1619, død 6. september 1683) var en af Frankrigs mægtigste og betydeligste statsmænd.

## Opvækst og tidlig karriere
J.B. Colbert blev født i Reims, og udgik fra borgerstanden – hans fader var klædehandler – og opnåede først i sit senere liv sin adelige titel som Marquis de Seignelay. I tidlig alder kom Colbert ind i krigsadministrationen og tildrog sig her snart, ved sin evnerigdom, arbejdskraft og iver, Jules Mazarins opmærksomhed; han blev til sidst denne magthavers højre hånd og fortrolige, og på sit dødsleje (1661) anbefalede Mazarin ham som sin efterfølger til Ludvig 14. af Frankrigs bevågenhed.
Colbert, der allerede siden 1649 havde indehaft en høj stilling i administrationen, blev nu 16. marts 1661 udnævnt til intendant for finanserne og endnu samme år, ved Nicolas Fouquets fald 5. september, sat i spidsen for hele finansforvaltningen, først med et råd ved sin side, fra 1666 som contrôleur général med udstrakt magtfuldkommenhed også uden for de egentlige finansers område. 

## Virke som finansminister

### Selvforsyning
Hans opgave blev at bringe på fode landets statshusholdning og økonomi, der efterhånden var kommet i forvirring og forfald; man trængte til et administrativt geni af rang. De spirer, der fra Maximilien de Béthune, hertug af Sullys tid (1601) forelå til et ordnet statsbudget, blev af Colbert udviklet videre. Men at bringe orden i det egentlige finansvæsen var kun een, og ingenlunde den vanskeligste, side af hans opgave. Colbert forstod, at det var landets materielle ophjælp, det kom an på, og at det sikreste middel hertil var at åbne nye og brede udveje for dets næringsliv og navnlig for dets produktion og handel. Colberts største fortjeneste er, at han gjorde sit fædreland til et mægtigt industriland; hans idealer var den praktiske og borgerlige mands i pagt med tidens merkantilistiske lære: den at bevare og forøge landets rigdom ved at søge forhindret, at pengene strømmede ud af det, og søge udnyttet de rigdomskilder, der kunne bringe penge ind i landet. Ud fra dette synspunkt må hans handelspolitiske og administrative forholdsregler ses. 
Hans Bestræbelser gik ud på, at landet i økonomisk henseende skulle stå på egne ben, så vidt muligt ikke behøve andre nationers produkter, men vel nok omvendt. Han lagde da an på at hæve og udvide Frankrigs industrielle produktionsevne: Indførslen af råstof lettedes betydelig; industriarbejdere indkaldtes i stor udstrækning – stålarbejdere fra England, spejlarbejdere og kniplersker fra Venedig, klædevævere fra Holland, grubearbejdere fra Sverige osv., – mens udvandring af franske arbejdere hæmmedes eller ligefrem blev forbudt; voldgiftsafgørelser i arbejdsstridigheder (conseils de prud’hommes) indførtes; opfindere beskyttedes, og i det hele blev enhver opmuntring til oprettelse af manufakturer og andre industrielle anlæg bragt i anvendelse. 

### Protektionisme
Colbert lå under for samtidens hang til at kontrollere og regulere det industrielle liv, som derved blev tvunget ind i afstukne baner eller hindret i sin fri udfoldelse. For adskillige varers vedkommende blev der givet smålige bestemmelser om deres kvalitet, et inspektionssystem til at overvåge reglernes overholdelse blev oprettet, og lavsbåndene strammedes. Desuden blev det private initiativ afslappet ved tilståelse af stærkt privilegerede handelsmonopoler og ved anlæg af statsunderstøttede manufakturer, blandt hvilke det mest kendte er tæppevæveriet "Les Gobelins", anlagt 1667.
Disse og andre beskyttelsesbestræbelser er sammenfattede og, som udslag af et formentligt system, efter Mengotti blevet kaldte "colbertisme". At Colbert skulle have handlet ud fra en bevidst teori eller et afgrænset system, er imidlertid ikke sandsynligt. Dertil var han ikke tilstrækkelig doktrinær. Impulsiv og initiativrig som han var, fæstedes hans opmærksomhed fortrinsvis ved de i ethvert øjeblik foreliggende vanskeligheder; han gik fra reform til reform, gennemførte dem med en autokrats magt og en ubøjelig jernvilje, der kun fandt sin begrænsning i hans praktiske blik. Kun som praktiker kan han tages til indtægt for merkantilismen, men ingenlunde for dens teori, som han ikke i nogen retning konsekvent fulgte. Når det gjaldt, hvad der for ham stillede sig som almenvellets bedste, var han mindst af alt principrytter. 

### Andre tiltag
Imidlertid fik hans reformiver afløb også på en hel del andre af det økonomiske livs områder. Han bevirkede således landets vejvæsen betydelig udbedret, anlagde kanaler – som f.eks. den store Languedoc-kanal, der byggedes mellem 1665 og 1681 og Orléans-kanalen, fuldført 1679 befordrede i det hele kommunikationsvæsenets udvikling, organiserede et ordnet postvæsen, gjorde Dunkerque og Marseille til frihavne, indførte skovbeskyttelse og plantede ny store skove i Les Landes og Provence. 
Endvidere tog han sig med stor forkærlighed af kolonierne, idet han i deres udvikling så en betingelse såvel for rigets magt til søs som for dets handels trivsel. Ved sine bestræbelser lagde han grunden til Frankrigs senere så frygtede krigsflåde og gav den i Rochefort en udmærket ny station. For handelen sørgede han ved en for sin tid bemærkelsværdige lovgivning (ordonnansen af 1673), der suppleredes ved søfartsloven af 1681. Fattigdommen og tiggeriet søgte han at bekæmpe ved oprettelse af fattighjem og hittebørnsanstalter, og han sørgede for, at antallet af hospitaler og milde stiftelser forøgedes, og at de så vidt muligt kom til at opfylde deres bestemmelse. I tidens løb fandt Colbert også at burde søge befolkningens tilvækst befordret; enhver familiefader med mindst 10 børn blev derfor fritaget for skat.

### Statsfinanserne
Hånd i hånd med Colberts økonomiske og sociale politik går hans statsfinansielle. En af hans første regeringshandlinger var at omregulere den hårde, trykkende, direkte skat la taille. Af størst vigtighed på dette område var dog hans toldpolitik. Dens tendens var at beskytte det indenlandske næringsliv. Efter enkelte tilløb i denne retning istandbragte han den bekendte tarif af 1664, der, ud fra det af ham givne synspunkt, udmærker sig ved sin moderation; den reducerede for adskillige varesorters vedkommende ind- ell. udførselstolden, og den betegner tillige et afgjort fremskridt ved at forenkle og lette toldopkrævningen. 
Det havde været Colberts tanke helt at afskaffe de indenlandske toldgrænser og kun beholde rigets; men på dette punkt mødte han en så levende modstand, at han nødtvungen indskrænkede sig til at afskaffe den indenlandske told i 12 af de nordlige og midterste provinser, der herved kom til at udgøre en slags toldforbund; de fleste af de sydlige provinser dannede et andet forbund med en langt strengere tarif, den, der udkom 1667. Lige over for Holland, dengang Frankrigs alvorligste konkurrent på handelens og søfartens område, førtes en forbitret toldkrig, der 1672 gik over til en virkelig krig.
I alle dele af de Colbert underlagte grene af statsforvaltningen bekæmpede han med stor kraft nedarvet uorden og bestikkelighed, og han efterlod sig også på dette område af administrationen mange spor. En undersøgelse viste, at der dengang i Frankrig fandtes 45.000 funktionærer i poster, der fuldt ud kunne udfyldes af 6.000; med ubøjelig fasthed gav han sig i færd med at reducere dette overtallige embedsværk.

## Andre embeder
Den virkelystne og forbavsende ihærdige og mangesidige, talentfulde mand havde imidlertid stadig læsset ny embeders byrder på sine skuldre: 1664 var han blevet overkontrollør over statens bygningsvæsen, 1669 marineminister og kort efter også minister for handelen og kolonierne samt intendant for de kongelige paladser.
For kunstens og videnskabens betydning havde Colbert et åbent øje; 1663 grundlagde han L’académie des inscriptions et belles lettres, 1664 rekonstruerede han L’académie de peinture et de sculpture, og på foranledning af de private sammenkomster af samtidens store tænkere og lærde, som Descartes, Pierre Gassendi, Pascal og flere, grundlagde han 1668 L’académie des sciences; samme år oprettede han det franske akademi i Rom og 1671 L’académie d’architecture. Han opmuntrede smagen for luksus, særlig på bygningskunstens område, grundlagde den store opera i Paris 1667 og modsatte sig ikke afholdelsen af pragtfulde og kostbare kongelige fester.

## Sidste tid
Hans motiv hertil var at bringe handelen i flor, "faire aller le commerce". Men rundhåndet, som Colbert på sådanne områder var over for de betydelige udgifter, disse formål krævede, kunne han dog ikke holde skridt med Ludvig 14.s stadig voksende lidenskab for udfoldelse af pragt og magt; den gjorde ham til sidst urolig, og da krigsministeren, François Michel Le Tellier Louvois, ved at puste til kongens krigslyst efterhånden fortrængte den fredelskende Colbert fra kongens yndest, blev hans stilling stadig vanskeligere. 
Da Colbert engang forestillede kongen faren for rigets forarmelse som følge af den voksende ødselhed, fik han en tilrettevisning, der ganske overvældede den loyale kongetjener og lagde grunden til en sygdom, der snart lagde ham i graven.
Colbert var en ærlig, pligtopfyldende mand, der først og sidst søgte det, han antog for at være sit fædrelands velfærd. For sin tid betegner hans virksomhed og politik et stort fremskridt. Folkets lykke var hans mål. En stor mængde af hans reformer blev til varig velsignelse for hans fædreland, og når eftertiden kaldte ham le grand Colbert, synes der heri ikke at ligge en overdrivelse af hans fortjenester: han var en af alle tiders betydeligste og mest alsidig dygtige statsmænd.